# Help (magyar együttes)
A Help egy magyar könnyűzenei együttes.
Az együttes 1998 nyarán, Győrben alakult. Frakk és Krisz már 1997 óta számos hazai előadó lemezén közreműködött, például a TNT együttesén. A csapat tagjai előadóként is szerettek volna bizonyítani, ezért alapítottak saját együttest.
2000. augusztus 15-én jelent meg első kislemezük Igazi szerelem címmel. Az album pedig szeptember 26-án Gondolatok címmel. 2001. január végén adták ki második kislemezüket, melyen a Létezel című dal található. 2001. május 22-én jelent meg az albumról a harmadik kislemez, melyen két dal található. Az egyik egy nagy sikerű Step dal feldolgozása a Túl szép a másik A part, amely a nyarat idézi. 2001. október 8-án jelent meg a zenekar negyedik kislemeze a Változnék. A karácsonyra készülve a dupla oldalas kislemezen helyet kapott a Gyere bújj közel című dal karácsonyi változata, a Csendes most az éj.
A második album, A szerelemért címet viseli az első kislemeze Nevess úgy, mint régen 2002 júliusában került a boltokba és a 17. helyre került a Mahasz Single Top 40 slágerlistáján, illetve a rádiós toplistán a 10. helyig jutott. Az albumról a kvázi címadó Tiéd a dal a szerelemért szintén felkerült a Mahasz rádiós lejátszási slágerlistájára a 37.helyen.

## Albumok
- 2000 – Gondolatok (Sony Music)
- 2002 – A szerelemért (Hungaroton)

## További információ
- Hivatalos honlap (archivált)